# Ordensfamilie
Eine Ordensfamilie (auch Orden, von lat. ordo: Ordnung, Stand) ist eine Zusammenfassung zweier oder mehrerer Ordensgemeinschaften, die inhaltliche, strukturelle oder sonstige Gemeinsamkeiten aufweisen. Gemeinsamkeiten können beispielsweise vergleichbare Ordensregeln sein, welche die Lebensgemeinschaft von Männern oder Frauen bestimmen, die sich durch ein Ordensgelübde an ihre Lebensform binden und ein spirituelles Leben in Gemeinschaft führen. 

## Beispiele
- Mit Dritter Orden werden christliche Gemeinschaften bezeichnet, die jeweils gemeinsam mit einem Männerorden (Erster Orden) und einem Frauenorden (Zweiter Orden) eine Ordensfamilie bilden.